# A Kongói Demokratikus Köztársaság a 2016. évi nyári olimpiai játékokon
A Kongói Demokratikus Köztársaság a brazíliai Rio de Janeiróban megrendezett 2016. évi nyári olimpiai játékok egyik részt vevő nemzete volt. Az országot az olimpián 3 sportágban 4 sportoló képviselte, akik érmet nem szereztek.

## Atlétika
Férfi
| Versenyző            | Versenyszám | Döntő   | Döntő    |
| Versenyző            | Versenyszám | Idő     | Helyezés |
| -------------------- | ----------- | ------- | -------- |
| Kamongwa Makorobondo | Maraton     | 2:28:54 | 113.     |

Női
| Versenyző      | Versenyszám | Előfutam | Előfutam | Előfutam | Döntő   | Döntő    |
| Versenyző      | Versenyszám | Idő      | Hely.    | Össz.    | Idő     | Helyezés |
| -------------- | ----------- | -------- | -------- | -------- | ------- | -------- |
| Beatrice Alice | 5000 m      | 19:29,47 | 16.      | 32.      | kiesett | kiesett  |

## Cselgáncs
Férfi
| Versenyző    | Versenyszám | Selejtező         | 32-es főtábla                      | Nyolcaddöntő      | Negyeddöntő       | Elődöntő          | Vigaszág elődöntő | Bronz- mérkőzés   | Döntő             | Helyezés |
| Versenyző    | Versenyszám | Ellenfél Eredmény | Ellenfél Eredmény                  | Ellenfél Eredmény | Ellenfél Eredmény | Ellenfél Eredmény | Ellenfél Eredmény | Ellenfél Eredmény | Ellenfél Eredmény | Helyezés |
| ------------ | ----------- | ----------------- | ---------------------------------- | ----------------- | ----------------- | ----------------- | ----------------- | ----------------- | ----------------- | -------- |
| Rodrick Kuku | Harmatsúly  | erőnyerő          | Wander Mateo (DOM) · 000(1)–010(3) | kiesett           | kiesett           | kiesett           |                   |                   |                   | 17.      |

## Taekwondo
Női
| Versenyző   | Versenyszám | Nyolcaddöntő                | Negyeddöntő       | Elődöntő          | Vigaszág elődöntő | Bronz- mérkőzés   | Döntő             | Helyezés |
| Versenyző   | Versenyszám | Ellenfél Eredmény           | Ellenfél Eredmény | Ellenfél Eredmény | Ellenfél Eredmény | Ellenfél Eredmény | Ellenfél Eredmény | Helyezés |
| ----------- | ----------- | --------------------------- | ----------------- | ----------------- | ----------------- | ----------------- | ----------------- | -------- |
| Rosa Keleku | Légsúly     | Itzel Manjarrez (MEX) · 5-9 | kiesett           | kiesett           |                   |                   |                   | 11.      |